# Woeste Hoeve
Woeste Hoeve est une localité des Pays-Bas appartenant à la commune d’Apeldoorn.
L'endroit est connu pour l'attaque d'un camion allemand effectuée par des résistants au nazisme le 6 mars 1945, attaque lors de laquelle est blessé le Generalkommissar SS Hanns Albin Rauter, et pour les représailles qui suivent où 274 Néerlandais sont exécutés sur ordre du Brigadeführer Karl Eberhard Schöngarth.

## Tentative de ravitaillement par la résistance
À l'époque, les populations vivant sous le joug allemand souffrent sévèrement de malnutrition. Le 6 mars, des résistants ont connaissance d'un transport de plusieurs tonnes de viande par l'armée allemande en direction d'un abattoir. Une attaque est décidée : les assaillants, déguisés en soldats allemands, se postent à proximité de Woeste Hoeve, sur un axe reliant Apeldoorn et Arnhem et tentent d'arraisonner ce qu'ils pensent être un camion. Le véhicule est en fait une BMW décapotable transportant des officiers allemands. Une fusillade retentit, le chauffeur et l'officier assis à l'arrière sont tués. Un troisième homme assis à l'avant est inanimé, et laissé pour mort. Il est cependant conscient et, hospitalisé, survit à l'attaque, il s'agit de Hanns Albin Rauter, chef de la SS et de la police des Pays-Bas occupés. Rauter a déjà procédé à des représailles sanguinaires pendant l'année 1944 ; alors qu'il est à l'hôpital, celles-ci vont se poursuivre sous les ordres du chef de la Gestapo Karl Eberhard Schöngarth, considérant que cette attaque est une tentative d'attentat contre Rauter.

## Représailles sur la population

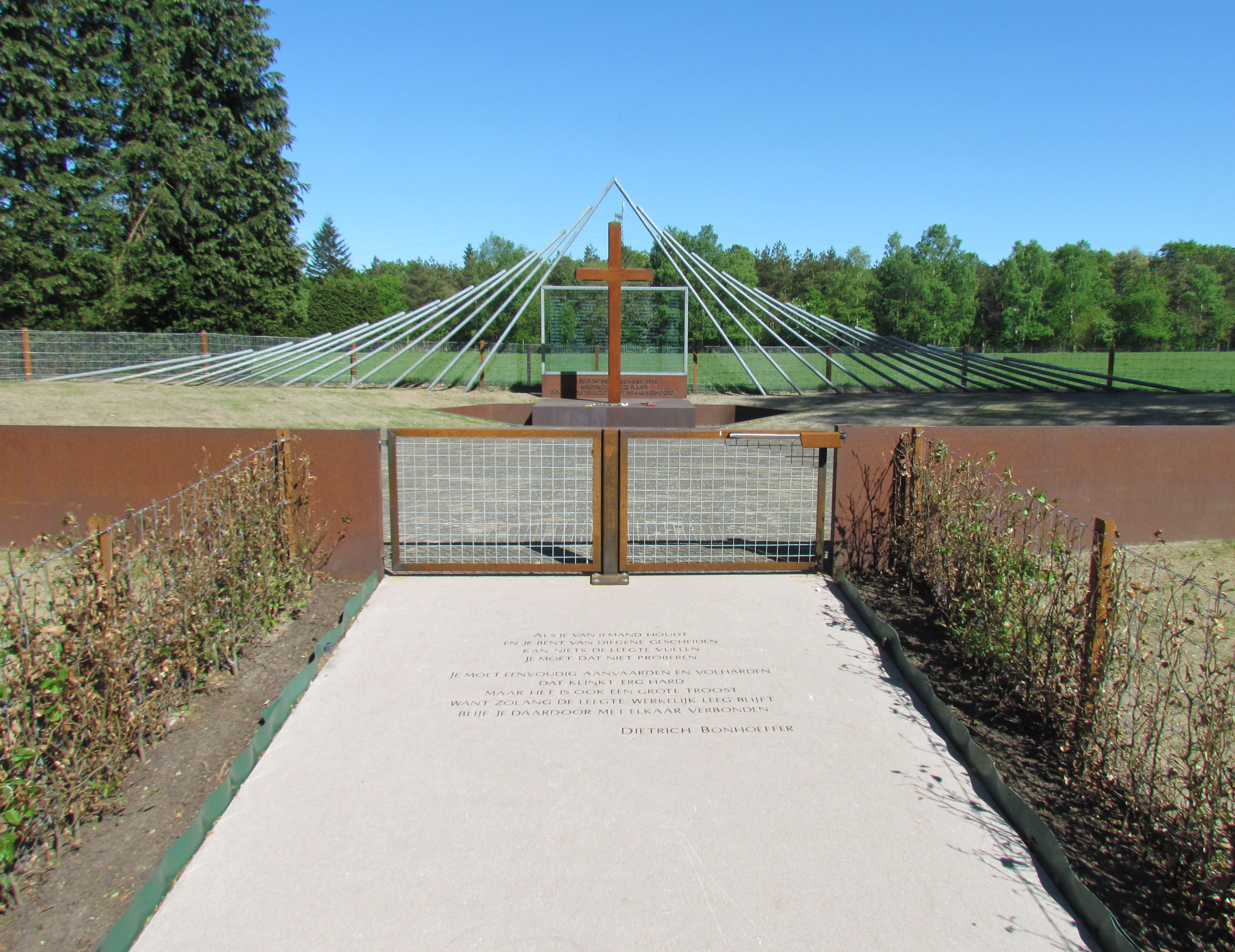
Mémorial à Woeste Hoeve

117 Néerlandais sont extraits de diverses prisons, amenés à Woeste Hoeve le 8 mars. Alignés le long de la route, ils sont abattus par groupes par un peloton de 50 Allemands. Les victimes ont entre 17 et 75 ans. D'autres représailles ont lieu le même jour dans diverses villes (Amsterdam, Amersfoort...), portant le total des fusillés à 274 hommes.
Après la guerre, Rauter et Schöngarth sont jugés pour crimes de guerre, condamnés à mort et exécutés.
À proximité du lieu de l'exécution, un mémorial a été édifié (Monument Woeste Hoeve (nl)) ; à l'origine une croix et une plaque, il a été rénové en 1992.